# Daniils Turkovs
Daniils Turkovs (Jūrmala, 17 febbraio 1988) è un ex calciatore lettone, di ruolo attaccante.

## Carriera

### Club
Ha cominciato la sua carriera nell'Olimps Riga dove ha militato fino al 2009. Nel 2010 il passaggio allo Skonto con cui vinse il campionato lettone.
A fine campionato tenta l'avventura all'estero, con gli ungheresi dello Zalaegerszeg, dove rimane per due stagioni, prima di far ritorno in patria, questa volta al Ventspils.

### Nazionale
Ha debuttato con l'Under-21 contro i parità della Moldavia in un incontro valido per le Qualificazioni al campionato europeo di calcio Under-21 2011. Il suo unico gol (in sette incontri) fu messo a segno su rigore contro la Russia, sempre in un match valido per le qualificazioni agli europei di categoria.
Ha esordito in nazionale il 17 novembre 2010, in un'amichevole contro la Cina, giocando per 77 minuti prima di essere sostituito da Vladislavs Kozlovs. Il 26 marzo 2011 fece il suo esordio in una gara valida per una competizione ufficiale (le qualificazioni al campionato europeo di calcio 2012) entrando al posto di Māris Verpakovskis.

## Statistiche

### Cronologia presenze e reti in nazionale
| Cronologia completa delle presenze e delle reti in nazionale ― Lettonia | Cronologia completa delle presenze e delle reti in nazionale ― Lettonia | Cronologia completa delle presenze e delle reti in nazionale ― Lettonia | Cronologia completa delle presenze e delle reti in nazionale ― Lettonia | Cronologia completa delle presenze e delle reti in nazionale ― Lettonia | Cronologia completa delle presenze e delle reti in nazionale ― Lettonia | Cronologia completa delle presenze e delle reti in nazionale ― Lettonia | Cronologia completa delle presenze e delle reti in nazionale ― Lettonia |
| Data                                                                    | Città                                                                   | In casa                                                                 | Risultato                                                               | Ospiti                                                                  | Competizione                                                            | Reti                                                                    | Note                                                                    |
| ----------------------------------------------------------------------- | ----------------------------------------------------------------------- | ----------------------------------------------------------------------- | ----------------------------------------------------------------------- | ----------------------------------------------------------------------- | ----------------------------------------------------------------------- | ----------------------------------------------------------------------- | ----------------------------------------------------------------------- |
| 17-11-2010                                                              | Kunming                                                                 | Cina                                                                    | 1 – 0                                                                   | Lettonia                                                                | Amichevole                                                              | -                                                                       | 77’                                                                     |
| 9-2-2011                                                                | Adalia                                                                  | Bolivia                                                                 | 1 – 2                                                                   | Lettonia                                                                | Amichevole                                                              | -                                                                       | 67’                                                                     |
| 26-3-2011                                                               | Tel Aviv                                                                | Israele                                                                 | 2 – 1                                                                   | Lettonia                                                                | Qual. Euro 2012                                                         | -                                                                       | 73’                                                                     |
| 7-6-2011                                                                | Graz                                                                    | Austria                                                                 | 3 – 1                                                                   | Lettonia                                                                | Amichevole                                                              | -                                                                       | 86’                                                                     |
| Totale                                                                  |                                                                         | Presenze                                                                | 4                                                                       |                                                                         | Reti                                                                    | 0                                                                       |                                                                         |

## Palmarès

### Club
- Campionati lettoni: 1

Skonto: 2010